# Židé v českých zemích za vlády Přemyslovců

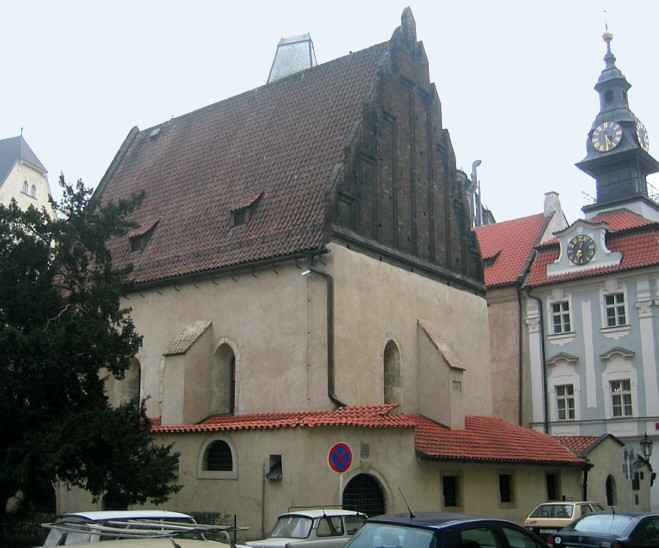
Staronová synagoga, jedna z nejstarších středoevropských synagog

První zmínky o Židech v českých zemích pocházejí z 10. století, kdy přicházeli jako obchodníci, kteří postupem času vytvářeli kupecké osady. Počet židovského obyvatelstva byl velmi malý, nicméně jeho obchodní a finanční aktivity jej činily velmi významným.
Lákadlo židovských finančních prostředků a náboženská odlišnost vedla k občasným přepadům Židů, křižácké drancování roku 1096 dokonce vedla k dočasnému odchodu Židů z českých zemí, takové útoky však podlamovaly státní ekonomiku, až nakonec Přemysl Otakar II. vydal Židům privilegium Statuta Iudaeorum, kterým se Židé stávali majetkem královské komory, za což ovšem Židé museli panovníkovi skládat nemalou pravidelnou daň.
Velký vliv na kulturu českých Židů mělo zejména Porýní, odkud také čas od času přicházeli židovští učenci, zejména v jazyce se však projevovala také kulturní interakce s nežidovským obyvatelstvem.

## Židovští kupci a první osady (9.–11. století)
První písemné zmínky o židovském osídlení v českých zemích pochází z 10. století, kdy územím českého knížectví procházel kupec a diplomat Ibrahim ibn Jakub (asi roku 965): Město Frága [Praha] je vystavěno z kamene a vápna a je největším městem co do obchodu. Přichází sem z města Kráková Rusové a Slované se zbožím. A z krajin Turků muslimové, židé a Turci rovněž se zbožím a obchodními mincemi. Ti vyváží od nich otroky, cín a různé kožišiny. Důvěryhodnost anebo interpretace dřívějších dokumentů (např. přípis salcburského arcibiskupa Arna z 9. století nebo raffelstettenský celní řád) je nejasná, a nejsou proto obecně přijímány.
Židovští obchodníci v této době hráli stěžejní roli v zahraničním obchodu vznikajícího českého knížectví. Přicházeli do Prahy nejen z krajin Turků, nýbrž také importovali do Prahy zlato, které se těžilo v Súdánu a převáželo se přes Španělsko. V Praze bylo zlato směňováno za koně, kožešiny a zvláště za slovanské otroky. Pražský biskup Vojtěch obchod s otroky, kteří byli mnohdy získáváni i na christianizovaných územích, kritizoval, tím však napadal samotné základy státní ekonomiky, což jen prohloubilo konflikt mezi Vojtěchem a českým knížetem Boleslavem II.
Židovští kupci časem také založili své osady v pražském podhradí (v místech dnešního Újezdu) a na Vyšehradě. Ačkoli židovští obchodníci českými zeměmi procházeli už od přelomu 9. a 10. století, první písemná zmínka o usedlém židovském obyvatelstvu pochází až z roku 1091. Tyto osady požívaly jisté míry autonomie, právní ochrana Židů však byla dosud značně nejistá. To se ukázalo během první křížové výpravy, kdy bylo židovské obyvatelstvo roku 1096 vydáno napospas drancování, před kterým množství Židů uprchlo do Polska či Uher.

## Upevňování židovského osídlení (12.–13. století)

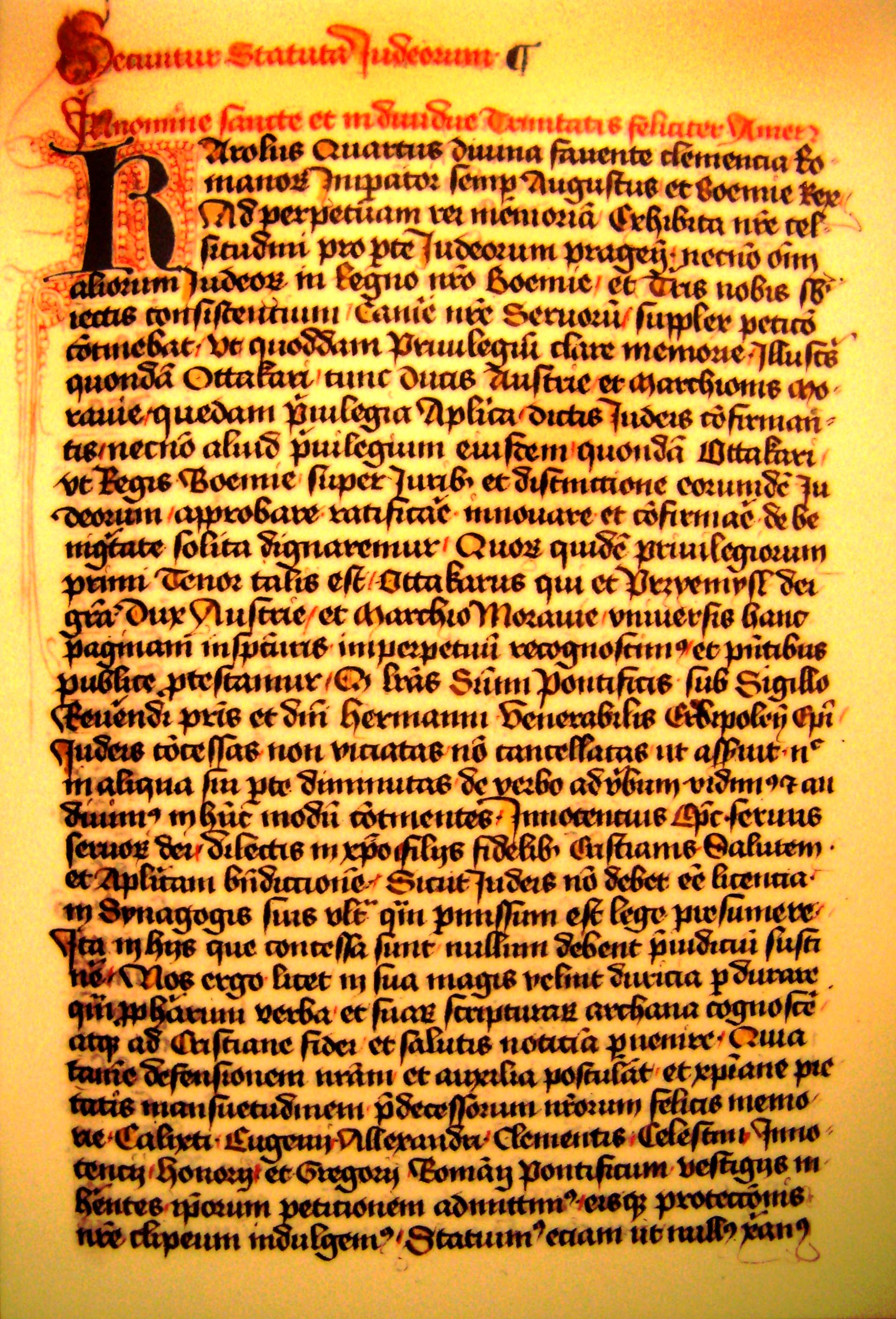
Statuta Iudaeorum potvrzená Karlem IV.

### Cesta k právnímu zabezpečení (Statuta Iudaeorum)
Ačkoli v důsledku křižáckých masakrů pražské židovské osady zanikly, židovští finančníci se poměrně brzy začali vracet, a dokonce zastávali významné posty u knížecího dvora (prameny se zmiňují například o pokřtěném Židu Jakubu Apellovi). Původně poměrně svobodné podmínky se však zhoršovaly. Vyhnání Židů totiž využili konkurenční němečtí obchodníci, na které se na přelomu 10. a 11. století přesunulo těžiště zahraničního obchodu.
Situace se změnila k horšímu nejen po ekonomické stránce, ale také po stránce náboženské, když Třetí lateránský koncil (1179) a Čtvrtý lateránský koncil (1215) nařídily segregaci Židů od křesťanského obyvatelstva, přikázaly Židům nosit zvláštní označení (většinou žluté kolečko nebo žlutý klobouk) a zároveň omezily jejich možnosti obživy, takže mimo ghetto mohli provozovat de facto jen obchod a finančnictví. Napětí mezi židovským a křesťanským obyvatelstvem podněcované církevním antijudaismem se stále zvyšovalo, v důsledku čehož docházelo k přepadům Židů. Nakonec se papež Inocenc IV. (1243–1254) pokusil napětí zmenšit a vydal dvě buly, které zakazovaly jakékoli násilnosti vůči Židům.
Židům však bylo jasné, že pouhé obchodní smlouvy či papežská nařízení jim bezpečnost nezajistí, a tak hledali ochranu u samotného panovníka. A čeští králové se rozhodli z nastalé situace vytěžit co nejvíce ve svůj prospěch. První privilegium vydal Židům Václav I., jeho obsah však zůstává neznámý. Další privilegium vydal někdy mezi lety 1254 a 1262 Přemysl Otakar II. pod názvem Statuta Iudaeorum. Židé se tak dostali do zvláštního postavení servi camerae regiae (služebníků královské komory), kdy se stali královským majetkem, a jakýkoli útok na Židy byl tudíž považován za útok na majetek královské komory a podle toho byl také trestán. Za královskou ochranu museli Židé ovšem náležitě platit daně a ochotně poskytovat panovníkovi půjčky.

### Charakter a kultura židovského osídlení
Židé se usazovali zejména ve významných obchodních centrech, v době vydání Statut tak byli Židé usazeni nejen v Praze (tentokrát ve Starém Městě), ale také například v Brně, Olomouci, Jihlavě, Znojmě, Litoměřicích či v Příbrami. Co do počtu byli Židé sice zanedbatelnou skupinou obyvatelstva, jejich obchodní a finanční aktivity však tuto malou skupinu činilo velmi důležitou, což ukazuje i zájem panovníka na její ochraně. Židé tvořili zpravidla uzavřené osady, což pramenilo jednak z přirozené touhy po náboženské a kulturní pospolitosti, zároveň však také z bezpečnostních důvodů. Koncentrované osídlení rovněž usnadňovalo panovníkovi dohled nad „majetkem své komory“.
Tehdejší hlavní centra židovské vzdělanosti se nacházela krom Španělska také v Porýní. České země tak ležely stranou od hlavních středisek židovského osídlení i vzdělanosti, čas od času však i sem vzdělanci z francouzských a porýnských ješiv zavítali, aby zde předávali své vzdělání dále. Mezi nejvýznamnější učence, kteří v českých zemích nějakou dobu pobývali patří zejména Jicchak ha-Lavan, Petachja ben Jakob či Jicchak ben Moše. Francouzské a porýnské vlivy se podepsaly také na vzhledu pražské gotické dvoulodní Staronové synagogy.
Interakce s nežidovským okolím se projevoval nejen v oblasti architektury, ale také v jazyce. V hebrejské literatuře psané na území českých zemích jsou doloženy české glosy (např. v nejstarším dochovaném hebrejském rukopisu v českých zemích, tzv. Chebské bibli), které naznačují možnost, že se tehdy židé mohli dorozumívat česky. Náhrobní nápisy svědčí o tom, že židé dokonce někdy užívali česká jména. Běžná však byla zřejmě také vedle dialektů hebrejštiny i němčina.